# Діяльність
Людська діяльність — процес (процеси) активної взаємодії суб'єкта з об'єктом, під час якого суб'єкт задовольняє свої потреби чи досягає мети.
Діяльністю можна назвати будь-яку активність людини, якій вона сама надає деякий сенс. Діяльність характеризує свідому сторону особистості людини (на відміну від поведінки).
Наукою, яка вивчає людську діяльність, є праксеологія (праксиологія).
Приміром, спітніння людини, що йде пустелею під час спеки, не є діяльністю, бо це — рефлекторна дія. Проте якщо ця людина — актор, що знімається в рекламі дезодоранту, і в певній сцені він (за сценарієм) повинен спітніти, тоді спітніння стає для нього цілком осмисленою дією і тому перетворюється в діяльність.
Діяльність можна розділити на етапи. Можна виділити такі етапи:
- Процес залучення в діяльність,
- Процес цілепокладання
- Процес проектування дій,
- Процес здійснення дій,
- Процес аналізу результатів дій і порівняння їх з поставленими цілями.

Число і зміст етапів, які різні дослідники виділяють в діяльності, визначається виключно завданнями і цілями дослідника. Моделі діяльності в цьому випадку будуються з міркувань зручності, корисності і достатності.
Людвіг фон Мізес дає наступне визначення діяльності:
Діяльність — це цілеспрямована поведінка. Це не просто поведінка, це поведінка, що  

породжена ціннісними судженнями, що спрямовані на певну мету та керуються ідеями щодо придатності чи непридатності певних засобів. . . . Це свідома поведінка. Це вибір. Це воля; це прояв волі. 
Першим в радянській психології автором і розробником різнорівневої концепції організації поведінки, Психології діяльності, психології особистості і психологічної теорії розвитку суб'єкта в діяльності і в спілкуванні, був М. Я. Басов, а згодом її розвивали С. Л. Рубінштейном, В. С. Мерліном і А. М. Леонтьєвим
Учасники Московського логічного гуртка і Московського методологічного гуртка (Г. П. Щедровицький та інші) розробили системодумкодіяльну методологію (СМД-методологію) — категоріальний апарат для досліджень, організації та управління системами мислення і діяльності.

## Типи діяльності по відношенню суб'єкта до реалізованого об'єкта
Типи діяльності виділяються за типами відношення суб'єкта до світу об'єктів, реалізованих в цих формах діяльності:
- Практична діяльність спрямована насамперед на перетворення світу згідно з поставленими людиною цілями.
- Пізнавальна діяльність служить цілям розуміння об'єктивних законів існування світу, без якого неможливе виконання практичних завдань.
- Естетична діяльність, пов'язана зі сприйняттям і створенням творів мистецтва, передбачає трансляцію (передачу) значень, які визначаються ціннісними орієнтаціями того чи іншого соціуму і індивіда.